# Sněžné

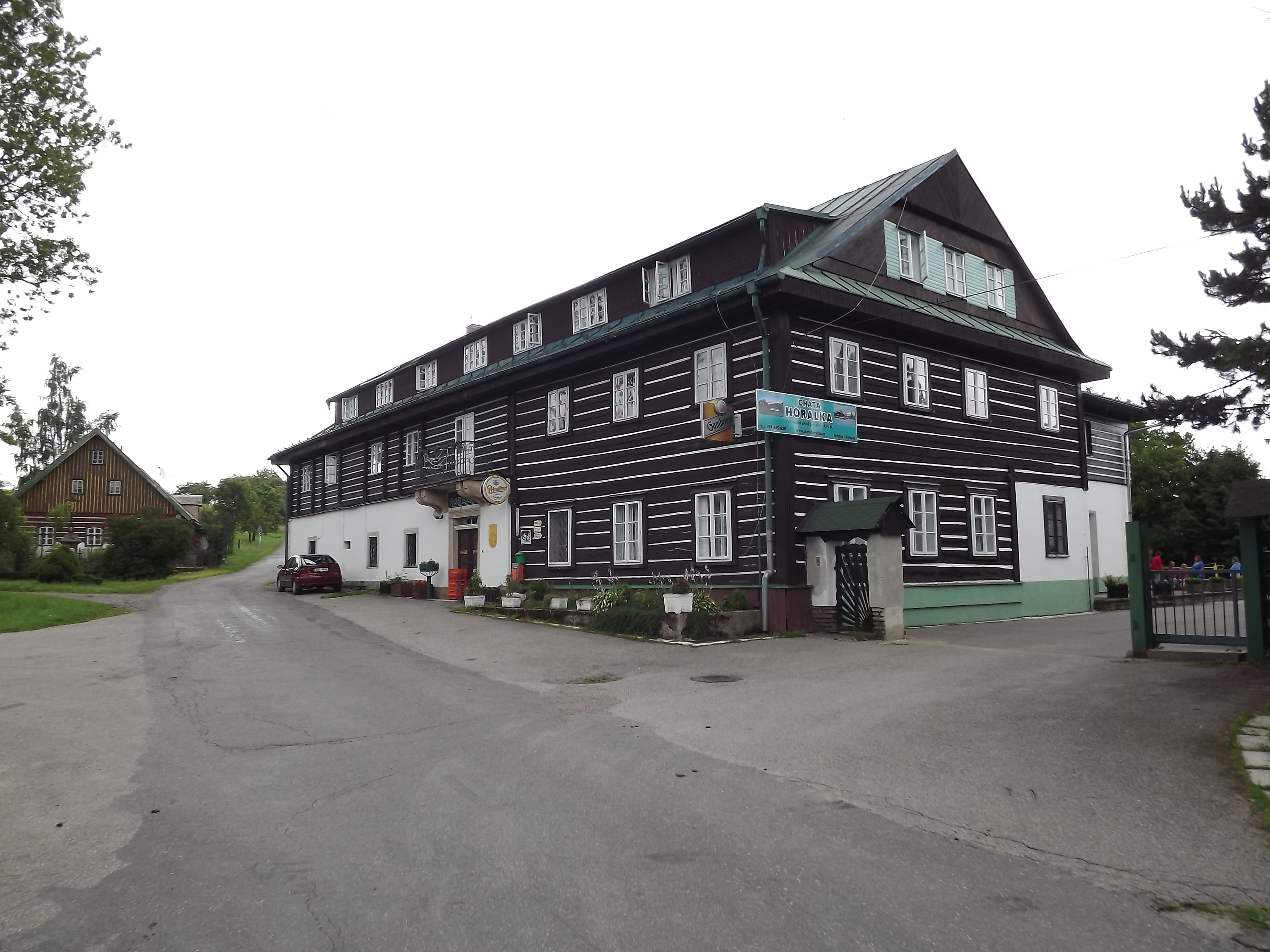
Chata Horalka

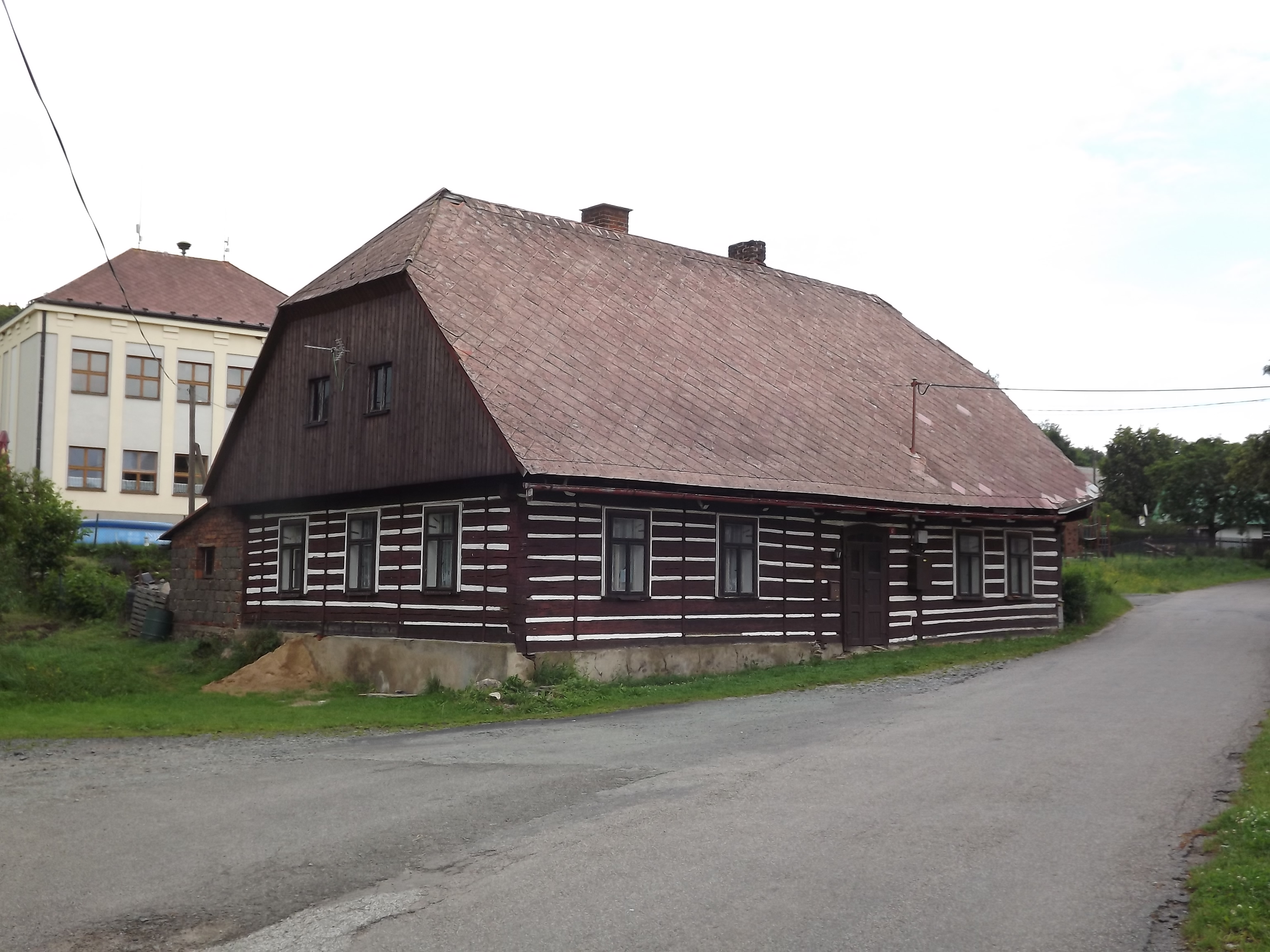
Haus Nr. 8

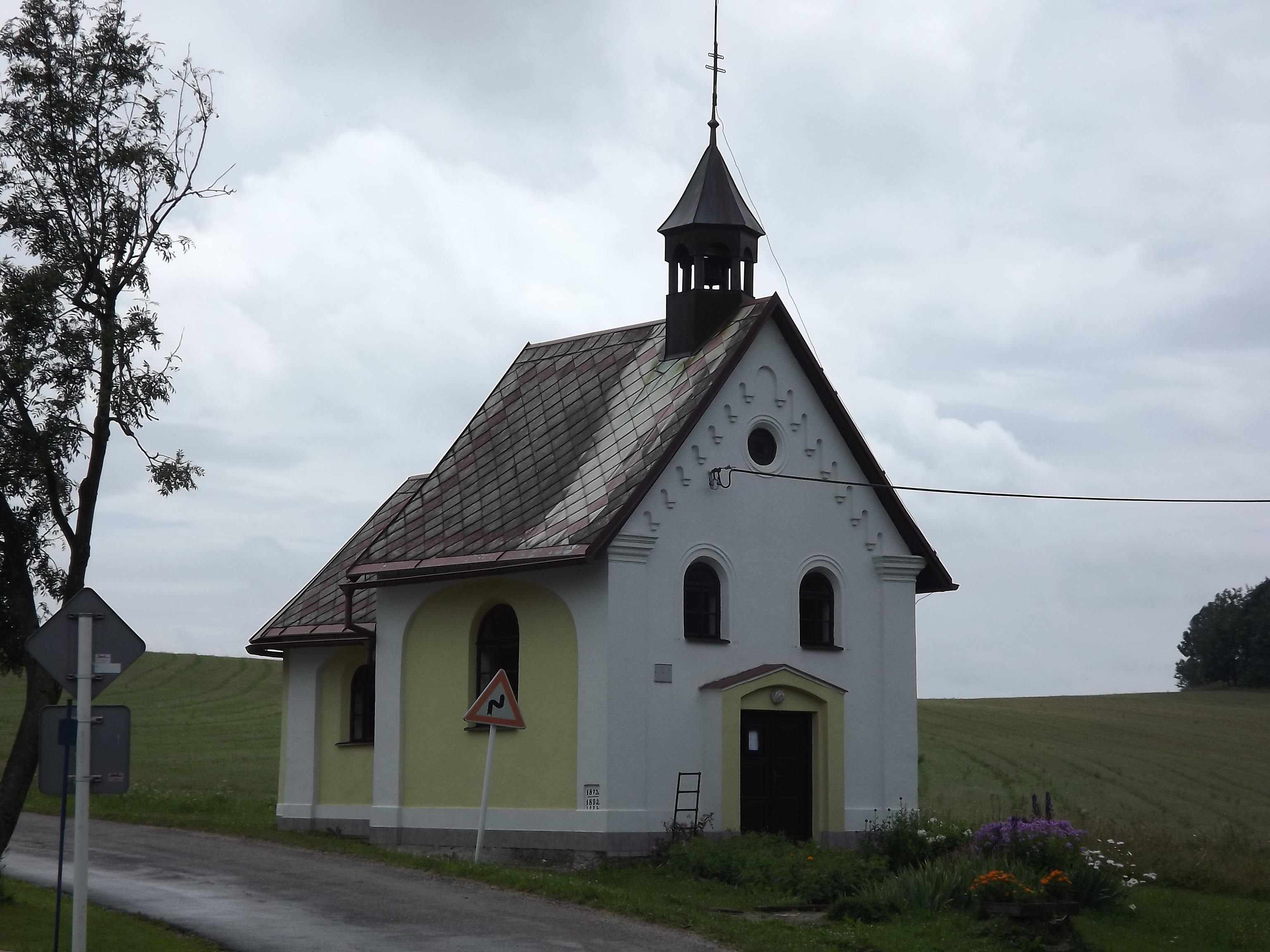
Kapelle Maria Schnee

Sněžné (deutsch Sneschney) ist eine Gemeinde in Tschechien. Sie liegt neun Kilometer östlich von Nové Město nad Metují und gehört zum Okres Rychnov nad Kněžnou.

## Geographie
Sněžné erstreckt sich im nordwestlichen Teil des Adlergebirges, dem Nachoder Bergland (Náchodská vrchovina), im Tal des Baches Sněžný potok. Nördlich erhebt sich der Čihadlo (712 m n.m.), nordöstlich die Skutina (743 m n.m.), im Süden die Kobylinka (666 m n.m.) und der Krahulec (645 m n.m.) sowie nordwestlich der Tiský kopec (614 m n.m.).
Nachbarorte sind Dlouhé Rzy, Čížkův Mlýn, Na Skále, Rzy, Polomka und Lužany im Norden, Burgtov und Polom im Nordosten, Sedloňov im Osten, Doly, V Dolcích und Plasnice im Südosten, Na Krahulci, Dobřany, Doly und Bystré im Süden, Janov im Südwesten, Tis im Westen sowie Rokole, Šmelcovna und Nový Hrádek im Nordwesten.

## Geschichte
Das zur Burgherrschaft Frymburg gehörige Dorf Sněžný wurde 1534 im Zuge des Verkaufs der Herrschaft durch Achilles Anděl von Ronov an Jan Trčka von Lípa erstmals urkundlich erwähnt. Unter den Herren Trčka von Lípa wurde die Herrschaft Frymburg im 16. Jahrhundert an die Herrschaft Opočno angeschlossen. Im Jahre 1597 lebten in Sněžný 26 robotpflichtige Familien. Bis zur Schlacht am Weißen Berg bestand im Ort eine PfarrKollatur von Zákraví, danach wurde Sněžný nach Bystré eingepfarrt. Nach dem Tode von Jan Rudolf Trčka von Lípa wurde die Herrschaft Opočno durch König Ferdinand II. konfisziert und 1635 an die Brüder Hieronymus und Rudolf von Colloredo-Waldsee verpfändet. Aus der Seelenliste von 1651 geht hervor, dass in Sněžné 25 Familien und sechs Inwohner lebten. Das Dorf hatte 285 Einwohner, darunter 119 Kinder; die meisten der Bewohner gehörten zur Unität der Böhmischen Brüder. 1785 wurde in einer Chaluppe eine einklassige Schule eingerichtet, zuvor fand der Unterricht in Nový Hrádek statt. 1789 fiel die Herrschaft Opočno den Grafen Colloredo-Mannsfeld zu, sie hielten sie bis zur Mitte des 19. Jahrhunderts. Im Jahre 1790 wurde Sněžné nach Nový Hrádek umgepfarrt. Neben der durch die Höhenlage weniger ertragreichen Landwirtschaft spielte die Leinweberei in Sněžné eine große Rolle. In der ersten Hälfte des 19. Jahrhunderts führte die prosperierende Weberei zu einem starken Wachstum des Dorfes.
Im Jahre 1836 bestand das im Königgrätzer Kreis gelegene Dorf Sneschney, auch Snežney bzw. Sněžney genannt, aus 88 Häusern, in denen 688 Personen lebten. Im Ort gab es eine Schule und eine Mühle. Pfarrort war Neu-Hradek. Bis zur Mitte des 19. Jahrhunderts blieb das Dorf der Herrschaft Opočno untertänig.
Nach der Aufhebung der Patrimonialherrschaften bildete Sněžné ab 1849 eine Gemeinde im Gerichtsbezirk Opočno. Ab 1868 gehörte die Gemeinde zum Bezirk Neustadt an der Mettau. Die Freiwillige Feuerwehr wurde 1885 gegründet. 1890 erreichte Sněžné mit 735 Einwohnern die höchste Einwohnerzahl, das Dorf bestand derzeit aus 109 Häusern. 1913 gründete der Fabrikant Josef Suchánek aus Nový Hrádek einen Ortsverein des Sokol. Die Elektrifizierung von Sněžné erfolgte 1928. Im Jahre 1930 lebten in den 117 Häusern des Dorfes 472 Menschen. Während der Sudetenkrise begann 1937 an der Skutina der Bau von Befestigungsanlagen des Tschechoslowakischen Walls, im Herbst desselben Jahren wurden die Arbeiten für unterirdische Anlagen am Čihadlo aufgenommen. Bei der Mobilmachung in der Tschechoslowakei vom 24. September 1938 war der Befestigungsabschnitt noch im Bau. Nach dem Münchner Abkommen flüchteten die etwa 100 mit dem Bunkerbau beschäftigten Arbeiter von der Baustelle, da der größte Teil der Befestigungsanlagen zu den abgetretenen Landesteilen gehörte. Das tschechischsprachige Dorf Sněžné verblieb bei der „Resttschechei“ und wurde bis 1945 zum Grenzort; die nord- bis südöstlichen Nachbarorte Lusche, Gießhübel, Polom, Sattel und Plaßnitz wurden dem deutschen Landkreis Grulich zugeschlagen.
1949 wurde die Gemeinde dem Okres Dobruška zugeordnet. Beim Zensus von 1950 bestand Sněžné aus 116 Häusern und hatte 338 Einwohner. Im Zuge der Gebietsreform von 1960 wurde der Okres Dobruška aufgehoben und Sněžné dem Okres Rychnov nad Kněžnou zugewiesen. 1961 lebten in den 96 Häusern des Dorfes nur noch 305 Personen. Mit Beginn des Jahres 1981 erfolgte die Eingemeindung nach Olešnice v Orlických horách. Seit dem 24. November 1990 besteht die Gemeinde wieder. Der Ort hat seinen Charakter als Bergdorf gewahrt. Heute ist Sněžné ein Erholungsort.

## Gemeindegliederung
Für die Gemeinde Sněžné sind keine Ortsteile ausgewiesen. Zu Sněžné gehören die Einschichten Burgtov, Doly, Na Krahulci und Polomka.

## Sehenswürdigkeiten
- Chata Horalka, das in den 1770er Jahren der Müllerfamilie Vaněček, den Großeltern von Božena Němcová, gehörige Haus Nr. 1 wurde später zu einer Leinwandmanufaktur ausgebaut. 1973 erwarb das Unternehmen Velorex das stattliche Gebäude im Oberdorf und baute es zum Betriebsferienheim aus. Heute ist die Baude Horalka ein Erholungszentrum.
- Kapelle Maria Schnee, errichtet 1873, sie befindet sich auf einem erhöhten Platz über dem Oberdorf mit freiem Ausblick zum Adlergebirgskamm
- ca. 30 gezimmerte Häuser
- Unvollendete Festung Skutina, der Bunker N-S 48 wurde zum Museum hergerichtet
- Wegkreuz
- Naturdenkmal Louka u Čtvrtečkova mlýna im Tal der Dědina, mit Vorkommen der Trollblume und Orchideen